# Хучитлан
Хучитла́н (исп. Juchitlán) — посёлок в Мексике, в штате Халиско, входит в состав одноименного муниципалитета и является его административным центром. Численность населения, по данным переписи 2020 года, составила 3528 человек.

## Общие сведения
Название Juchitlán с языка науатль можно перевести как: место изобилия цветов.
До прихода испанцев поселение называлось Хочитлан или Сочитлаке, в нём проживали индейцы куютеко.
В 1524 году регион был покорён племянником Эрнана Кортеса, конкистадором Франсиско Кортесом. Была основана энкомьенда, которой управляли Педро Гомес и Мартин Монхе. В 1525—1526 годах началась евангелизация местного населения под руководством Хуана де Падильи.
В 1570 году из-за эпидемии население Хучитлана сократилось до 100 человек.
Хучитлан расположен в 120 км к юго-западу от столицы штата, города Гвадалахара, на федеральной трассе 80.

## Население
| Год  | Численность | Численность |
| ---- | ----------- | ----------- |
| 2000 | 3532        | [ 7 ]       |
| 2005 | 3403        | [ 8 ]       |
| 2010 | 3468        | [ 9 ]       |
| 2020 | 3528        | [ 10 ]      |